# Nervus auricularis magnus

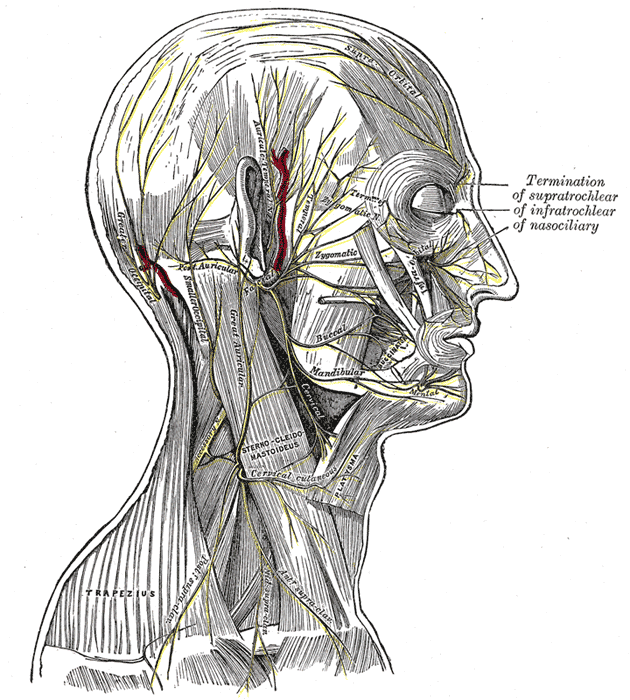
Kopfnerven des Menschen mit Nervus auricularis magnus (Great Auricular)

Der Nervus auricularis magnus („großer Ohrnerv“) ist ein aus dem zweiten und dritten Halssegment (C2 und C3) des Rückenmarks entspringender sensibler Spinalnerv. Seine Ursprungsfasern bilden mit anderen Halsnerven das Halsgeflecht (Plexus cervicalis).
Nach Isolation aus dem Halsgeflecht zieht er um den Musculus sternocleidomastoideus und perforiert am Erb-Punkt die tiefe Halsfaszie. Anschließend zieht er unter dem Platysma zum Kopf und teilt sich dort in einen vorderen und hinteren Ast.
Der vordere Ast (Ramus anterior) tritt durch das Gewebe der Ohrspeicheldrüse hindurch und innerviert die Haut über der Ohrspeicheldrüse.
Der hintere Ast (Ramus posterior) innerviert die Haut auf der Hinterseite der Ohrmuschel und im Bereich des Ansatzes des Musculus sternocleidomastoideus. Er nimmt dabei Verbindung mit anderen Kopfnerven dieser Region auf.